# Pacific Cup 1994 (rugby league)
El Pacific Cup 1994 fue la séptima edición del torneo de rugby league para las selecciones más fuertes de Oceanía.
El torneo se disputó en Suva, Fiyi.

## Posiciones

### Grupo A
| Pos. | Equipo                 | Encuentros | Encuentros | Encuentros | Encuentros | Puntos |
| Pos. | Equipo                 | jugados    | ganados    | empatados  | perdidos   | Puntos |
| ---- | ---------------------- | ---------- | ---------- | ---------- | ---------- | ------ |
| 1    | Australian Aborigines  | 4          | 4          | 0          | 0          | 8      |
| 2    | Tonga                  | 4          | 3          | 0          | 1          | 6      |
| 3    | Maorí                  | 4          | 2          | 0          | 2          | 4      |
| 4    | Niue                   | 4          | 1          | 0          | 3          | 2      |
| 5    | Fijian Presidents XIII | 4          | 0          | 0          | 4          | 0      |

Nota: se otorgan 2 puntos al equipo que gane un partido, 1 al que empate y 0 al que pierda

### Grupo B
| Pos. | Equipo          | Encuentros | Encuentros | Encuentros | Encuentros | Puntos |
| Pos. | Equipo          | jugados    | ganados    | empatados  | perdidos   | Puntos |
| ---- | --------------- | ---------- | ---------- | ---------- | ---------- | ------ |
| 1    | Samoa           | 4          | 4          | 0          | 0          | 8      |
| 2    | Fiyi            | 4          | 3          | 0          | 1          | 6      |
| 3    | Rotuma          | 4          | 2          | 0          | 2          | 4      |
| 4    | Islas Cook      | 4          | 1          | 0          | 3          | 2      |
| 5    | Samoa Americana | 4          | 0          | 0          | 4          | 0      |

Nota: se otorgan 2 puntos al equipo que gane un partido, 1 al que empate y 0 al que pierda

## Fase Final

### Semifinal
| 1994 | Australian Aboriginies | 20 - 21 | Fiyi | Suva, Fiyi |  |

| 1994 | Samoa | 16 - 34 | Tonga | Suva, Fiyi |  |

### Tercer puesto
| 1994 | Australian Aboriginies | 22 - 29 | Samoa | Suva, Fiyi |  |

### Final
| 12 de noviembre de 1994 | Fiyi | 11 - 34 | Tonga | Suva, Fiyi |  |